# Cerdistus varifemoratus
Cerdistus varifemoratus là một loài ruồi trong họ Asilidae. Cerdistus varifemoratus được Macquart miêu tả năm 1850.